# جورج ياربوروف
جورج ياربوروف (بالإنجليزية: George Hampton Yarborough, Jr.)‏ هو ضابط أمريكي، ولد في 14 أكتوبر 1895 في روكسبورو في الولايات المتحدة، وتوفي في 26 يونيو 1918 في Belleau, Aisne ‏ في فرنسا.